# Sous-préfecture de Kumage
La sous-préfecture de Kumage (熊毛支庁, Kumage-shichō) est une sous-préfecture de la préfecture de Kagoshima au Japon.
La sous-préfecture inclut les municipalités de l'archipel Ōsumi suivantes :
- la ville de Nishinoomote, située sur Tanega-shima et Mage-shima,
- le bourg de Nakatane, situé sur Tanega-shima,
- le bourg de Minamitane, situé sur Tanega-shima,
- le bourg de Yakushima, situé sur Yaku-shima et Kuchinoerabu-jima.